# Horezu (okręg Gorj)
Horezu – wieś w Rumunii, w okręgu Gorj, w gminie Turcinești. W 2011 roku liczyła 182 mieszkańców.